# 742 Evergreen Terrace

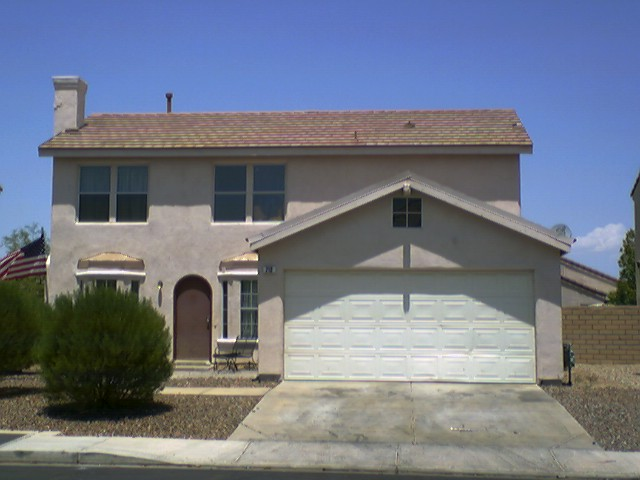
En kopia av Simpsons hus, byggt 1997 i Henderson, Nevada.

742 Evergreen Terrace är en fiktiv gatuadress i den fiktiva staden Springfield. På adressen bor den tecknade familjen Simpsons. Gatan är uppkallad efter det college där Matt Groening studerade, The Evergreen State College.
I huset till vänster om Simpsons hus bor familjen Flanders, 744 Evergreen Terrace. Huset till höger tillhör Ruth och Laura Powers. En kopia av Familjen Simpsons hus byggdes på 712 Red Bark Lane i Henderson, Nevada, som en del av en tävling.

## Design
Huset är en brun tvåvåningsvilla med ett garage, källare och vind. Byggnaden är minst 15 meter bred. Från hallen kommer man till vardagsrummet om man går vänster och matsalen om man går höger. I matsalen finns det ett skåp och trappor till andra våningen samt en dörr som leder till källaren. Vardagsrummet och matsalen har burspråksfönster som leder till gatan. På baksidan av huset finns TV-rummet och kök. I vardagsrummet finns en öppen spis med ett porträtt av familjen. Matsalsbord finns både i matsalen och i köket. På bottenvåningen återfinns ofta en toalett. På andra våningen ligger sovavdelningen med ett sovrum för Marge och Homer (med ett badrum), Bart, Lisa Simpson och Maggie har varsitt sovrum, med tillhörande förråd för Bart och Lisa. På övervåningen finns det en lucka som leder upp till vinden genom en trappa som fälls ner. 
Där finns också ett gemensamt badrum. På framsidan av huset finns några låga buskar och en asfalterad väg mellan gatan och garaget samt husets ingång. Mot grannarna finns det ett brunt trästaket på delar av den vänstra sidan av tomten samt baksidan, på den högra sidan finns det en stenmur. Ett vitt trästaket finns mellan husets baksida och gatan. Trädgården har en liten altan med en grill och ett större träd där Bart har en träkoja. Längs husets baksida finns en stentrottoar.

## Adress
Under de tidigaste säsongerna bor familjen på olika adresser; 94 Evergreen Terrace, 1094 Evergreen Terrace, 723 Evergreen Terrace och 430 Spalding Way. I "Homer's Triple Bypass" (säsong 4, avsnitt 11) är 742 Evergreen Terrace Snakes gömställe, och Tim Lovejoy är granne.